# Ribakov
Ribakov ali Ribakova [ribákov/ribákova] imata več pomenov.

## Osebnosti
Priimek več osebnosti (rusko Рыбако́в/Рыбако́ва).

### Ribakov
- Anatolij Mihajlovič Ribakov (1919—1962), ruski filmski režiser.
- Anatolij Naumovič Ribakov (1911—1998), ruski pisatelj in romanopisec.
- Boris Aleksandrovič Ribakov (1908—2001), ruski arheolog in zgodovinar.
- Jaroslav Vladimirovič Ribakov (*1980), ruski atlet, skakalec v višino.
- Jurij Andrejevič Ribakov (*1946), ruski politik in deputat.
- Nikolaj Hrisanfovič Ribakov (1811—1876), ruski igralec.
- Rostislav Borisovič Ribakov (*1938), ruski indolog.
- Viktor Grigorjevič Ribakov (*1956), ruski boksar.
- Vjačeslav Mihajlovič Ribakov (*1954), ruski orientalist, zgodovinar, pisatelj in scenarist.
- Vladimir Ribakov (*1947), ruski pisatelj.

### Ribakova
- Marija Aleksandrovna Ribakova (*1973), ruska pisateljica, vnukinja A. N. Ribakova.